# Umberto Raho
Pour les articles homonymes, voir Raho.
Umberto Raho né à Bari le 4 juin 1922 et mort à Anzio le 9 janvier 2016 est un acteur italien.

## Biographie
Umberto Raho est né à Bari. Fils d'un père italien et d'une mère bulgare Umberto se diplôme en philosophie. Il débute au cinéma en 1948. Bien que le théâtre soit son activité principale, Umberto Raho a été prolifique en tant qu'acteur de cinéma en tournant dans plus de 100 films.Il a joué aussi dans des films et séries de Télévision.

## Filmographie
- 1948 : Fantasmi del mare de Francesco De Robertis
- 1954 : Roméo et Juliette de Renato Castellani
- 1961 : Traqués par la Gestapo (L'Oro di Roma) de Carlo Lizzani
- 1961 : Les Horaces et les Curiaces (Orazi e Curiazi) de Ferdinando Baldi et Terence Young
- 1961 : Néfertiti, reine du Nil (Nefertite Regina del Nilo) de Fernando Cerchio
- 1961 : Une Vie difficile (Una vita difficile) de Dino Risi
- 1963 : Le Corsaire de la reine (Il Dominatore dei 7 mare) de Rudolph Maté et Primo Zeglio
- 1964 : Danse macabre (Danza macabra) d'Antonio Margheriti et Sergio Corbucci
- 1964 : La Sorcière sanglante (I Lunghi capelli della morte) d'Antonio Margheriti.
- 1964 : Je suis une légende (L'ultimo uomo della Terra)d'Ubaldo Ragona et Sidney Salkow
- 1964 : Le Spectre du professeur Hichcock (Lo Spettro) de Riccardo Freda
- 1965 : Opération contre-espionnage (Asso di picche - Operazione controspionaggio) de Nick Nostro : Van Bliss
- 1967 : La Ceinture de chasteté (La cintura di castità) de Pasquale Festa Campanile
- 1968 : Le Bâtard (I bastardi) de Duccio Tessari
- 1968 : Journal d'une schizophrène (Diario di una schizofrenica) de Nelo Risi
- 1968 : Satanik de Piero Vivarelli
- 1969 : Ora X: Pattuglia suicida de Gaetano Quartararo
- 1969 : Quatre pour Sartana (...e vennero in quattro per uccidere Sartana!) de Demofilo Fidani : Von Krassel
- 1970 : L'Aveu de Costa-Gavras
- 1970 : L'Oiseau au plumage de cristal (L'Uccello dalle piume di cristallo) de Dario Argento
- 1971 : Le Jour du jugement (Il Giorno del giudizio) de Mario Gariazzo et Robert Paget
- 1971 : L'Appel de la chair (La notte che Evelyn uscì dalla tomba) d'Emilio Miraglia
- 1971 : Meurtre par intérim (Un posto ideale per uccidere) d'Umberto Lenzi.
- 1972 : Girolimoni, il mostro di Roma de Damiano Damiani.
- 1972 : À la recherche du plaisir (Alla ricerca del piacere) de Silvio Amadio : Giovanni le majordome.
- 1972 : Tropique du Cancer (Al tropico del cancro) de Gian Paolo Lomi et Edoardo Mulargia
- 1972 : La Nuit des diables (La notte dei diavoli) de Giorgio Ferroni
- 1973 : Considérons l'affaire comme terminée (No il caso è felicemente risolto) de Vittorio Salerno
- 1973 : Quand l'amour devient sensualité (Quando l'amore è sensualità) de Vittorio De Sisti
- 1973 : La Vie sexuelle dans les prisons de femmes (Diario segreto da un carcere femminile) de Rino Di Silvestro
- 1974 : Pain et Chocolat (Pane e cioccolata) de Franco Brusati
- 1974 : Violence et Passion (Gruppo di famiglia in un interno1) de Luchino Visconti
- 1974 : Verdict d'André Cayatte
- 1975 : Moïse (Mosè) de Gianfranco De Bosio
- 1975 : Roma drogata: la polizia non può intervenire de Lucio Marcaccini
- 1976 : La Mort en sursis, ou Le Clan des pourris, ou Le truand sort de sa planque (Il trucido e lo sbirro) d'Umberto Lenzi
- 1976 : L'Année sainte de Jean Girault
- 1977 : Antonio Gramsci: i giorni del carcere de Lino Del Fra
- 1979 : La patata bollenteréalisé par Steno
- 1985 : La Cage aux folles 3 de Georges Lautner
- 1986 : Aladdin (Superfantagenio) de Bruno Corbucci
- 1986 : L'Affaire Aldo Moro (Il caso Moro) de Giuseppe Ferrara
- 1992 : La bionda de Sergio Rubini
- 1997 : Double Team ou Duo Explosif au Québec de Tsui Hark.